# Láng Gépgyár
A Láng Gépgyár egykori nagyvállalat, a magyar ipar történetének egyik kiemelkedő jelentőségű gyára volt Budapesten, az egykori „külső Váczi úton”, a mai a XIII. kerületben, Vizafogó városrészben, a Váci út 152–156. területén.
Fontos szerepet játszott a hazai erőművek, ipari és közlekedési vállalatok korszerű erőgépekkel, turbinákkal, illetve dízelmotorokkal történő ellátásában.

## Története

### A 19. században

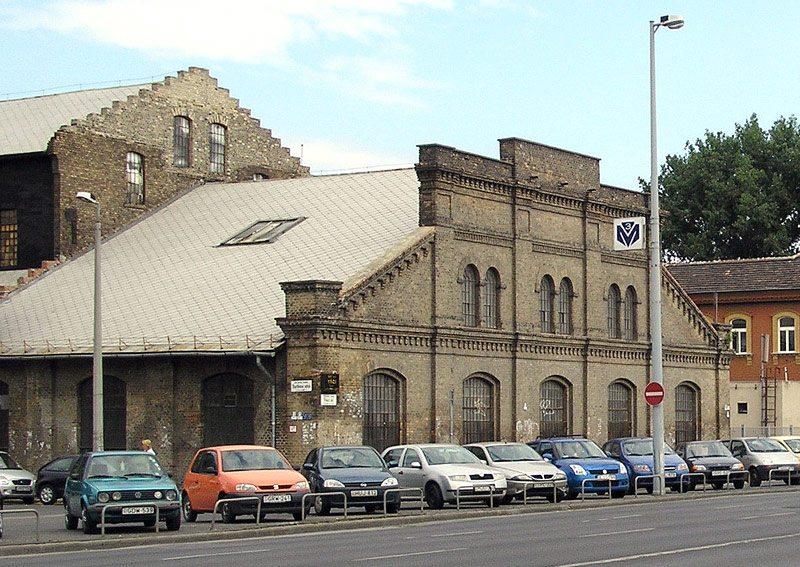
A Láng Gépgyár legrégibb máig fennmaradt épülete. Budapest XIII., Váci út 152.

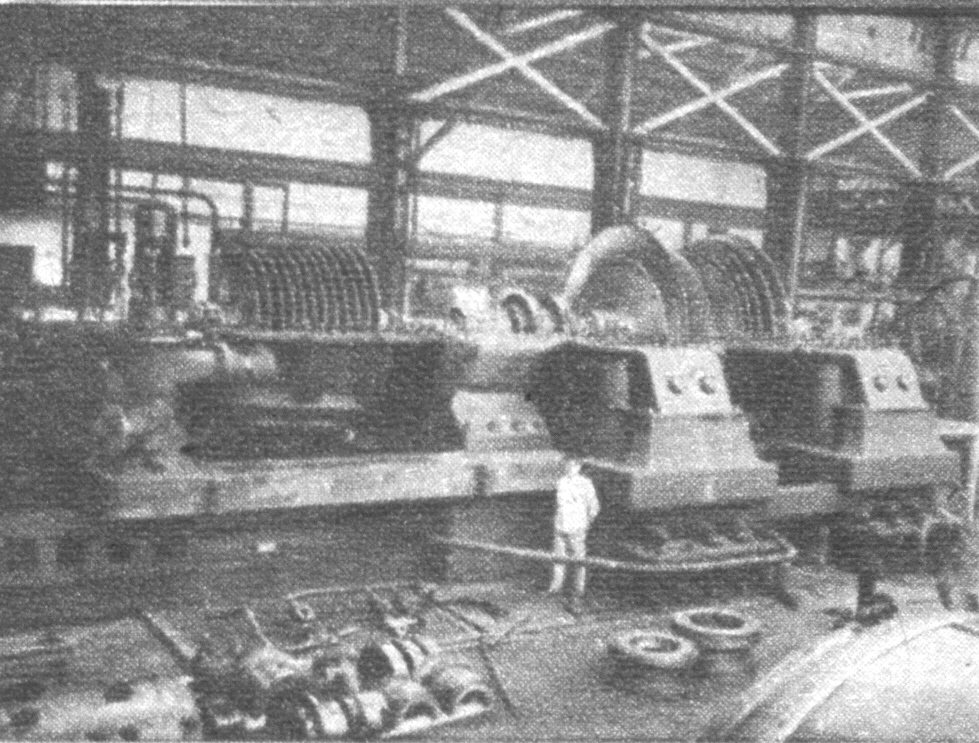
36 700 lóerős gőzturbina szerelés alatt a Láng Gépgyár Rt. telepén. A turbina Budapest Székesfőváros kelenföldi telepének készült.

Az 1867-es kiegyezés után Magyarországon a gépi nagyipar gyors fejlődésnek indult, és ez kedvező feltételeket teremtett a gépgyártás kialakulásához.
1868-ban Pesten, az egykori Váczi úton (ma: Bajcsy Zsilinszky út) egy ipari iskolát végzett mesterember, Láng László kis gépjavító műhelyt alapított. Öt évvel később, a kezdeti sikerek és az élénkülő kereslet nyomán a külső Váczi útra (a mai XIII. Váci út 152–156.) költöztetett üzem gőzgépeket kezdett gyártani a gyorsan szaporodó magyar gyáraknak. A fejlődő hazai ipart egyre inkább ez az üzem látta el erőgépekkel, kiszorítva a magyarországi piacot korábban uraló külföldi versenytársait.
Láng időben felismerte a folyamatos műszaki fejlesztés fontosságát, és több találmány, köztük egy bécsi mérnök újfajta, szelepes vezérművének gyártási jogát megszerezve, hosszú időre biztosította gőzgépeinek versenyképességét. (Később ezt a vezérművet a gyár egyik mérnökének szabadalma alapján tökéletesítették.) Az 1880-as évektől már külföldre, a balkáni országokba és Oroszországba is szállított, gyártmányai sikerrel szerepeltek a nemzetközi kiállításokon. Az 1900. évi párizsi világkiállításon a gyár egyik, Ganz-generátort hajtó gőzgépe nagydíjat és aranyérmet nyert.
1891-től a gyárban dolgozott Hans Hörbiger osztrák mérnök is, a Hörbiger-féle tányérszelep feltalálója. Mivel a gépgyár nem támogatta találmányát, 1900-ban a Siemens & Halske vállalat segítségével saját irodát nyitott.

### A 20. század első felében

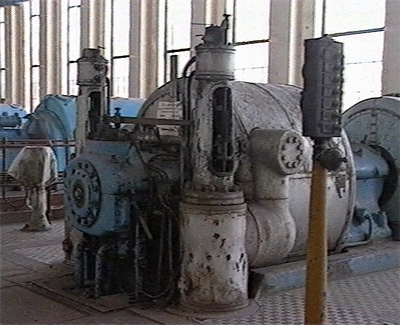
1926-os gyártású Zoelly-féle turbina egy része. 2002-ben még látható volt a Kelenföldi Hőerőműben (üzemen kívül).

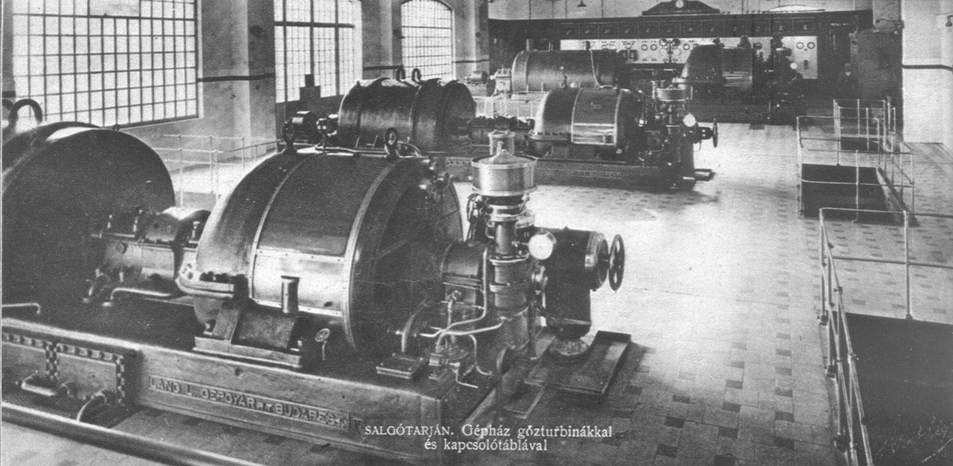
A Salgótarjáni Kőszénbánya Rt. gépháza Láng Gépgyári turbinákkal és kapcsolótáblával

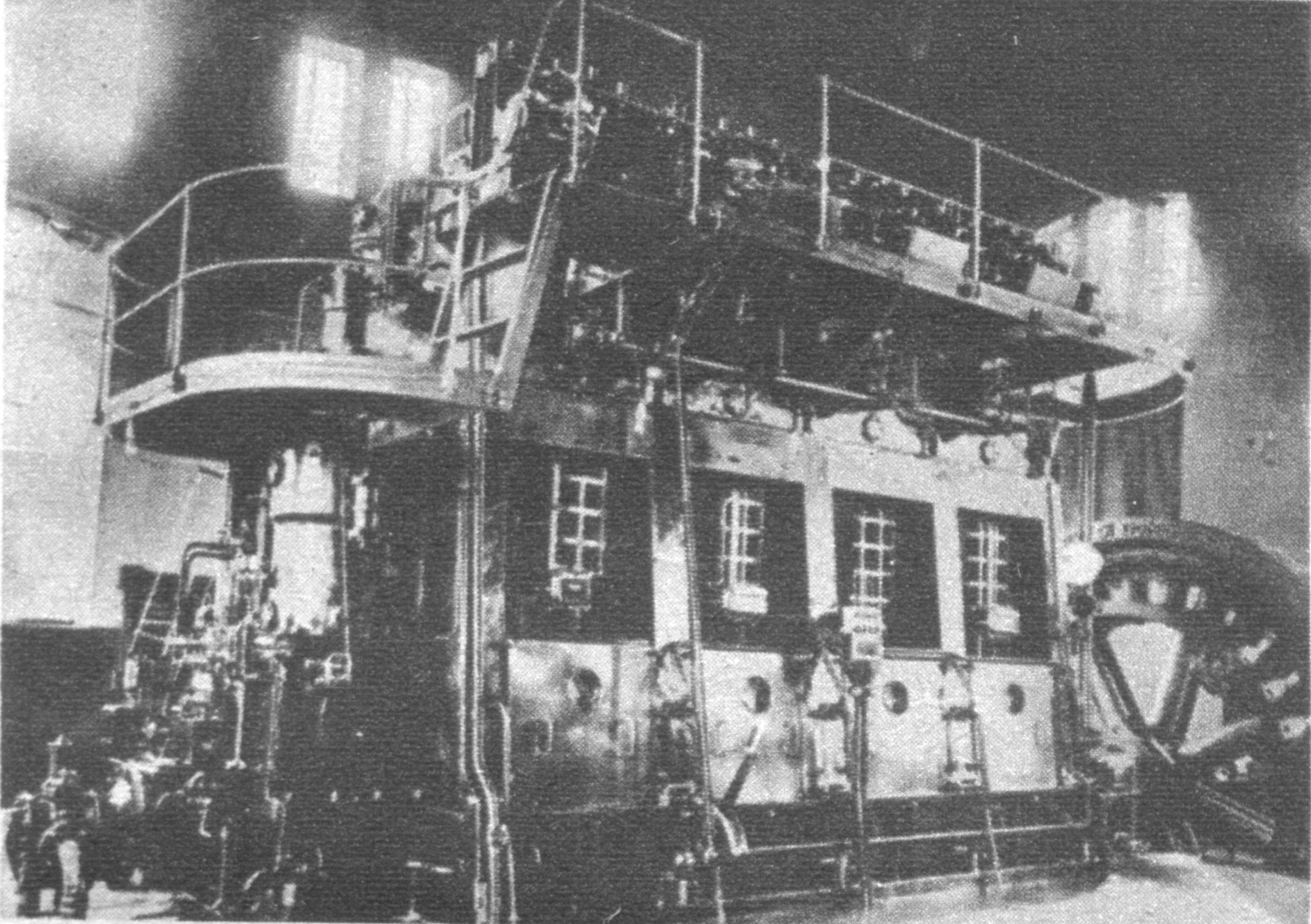
1000 lóerős dízelmotor. Szállította a Láng Gépgyár Rt. a botosáni városi villamosműveknek

A 20. század elején a villamos energia térhódítása az iparban új, nagy teljesítményű erőgép létrehozását tette szükségessé, és ez a gőzturbina volt.
Láng László fia, a Nyugat-Európában műszaki egyetemet végzett Gusztáv javaslatára 1905-ben a Láng-gépgyár belépett egy nemzetközi szindikátusba és svájci szabadalmak licenciájának megvásárlásával, Magyarországon elsőként kezdte meg a gőzturbinák gyártását. A gyár fejlesztési hátterét egyébként mindig is licenciavásárlásai jelentették. Az új gyártmány bevezetése új műszaki gárda kiképzését, új gyártási módszerek meghonosítását tette szükségessé, a turbina megmunkálása ugyanis a gőzgépekénél jóval nagyobb pontosságot igényelt. Öt év múltán a budapesti villamosközlekedés elektromos központjait már a gyár hatalmas, tízezer lóerős turbináival látták el. A cég kezdetben Zoelly-féle (ejtsd: cölli) akciós turbinákat gyártott, a nagyváradi villanytelep 1912-ben üzembe helyezett első gőzturbinája például a Láng-gyár Zoelly-típusú turbinája volt. Csak később, az 1930-as években szerezték meg a reakciós turbina gyártási jogát az ugyancsak svájci Brown, Boveri & Cie cégtől.
Egy svájci cég tapasztalataira támaszkodva és a szabadalmat megvásárolva a Láng-gyár 1910-ben kiterjesztette tevékenységét a dízelmotorok gyártására. Az ehhez szükséges szakismereteket a mérnökök és szakmunkások Svájcban sajátították el.
A folyamatos megújuláshoz tőkére volt szükség: a családi vállalkozás 1911-ben részvénytársasággá alakult, az alapító Láng László visszavonult, fiát nevezték ki vezérigazgatónak. A gyár továbbra is lépést tartott a műszaki haladással és megtartotta vezető szerepét a hazai gépgyártásban. Az egyre nagyobb teljesítményű, álló felépítésű, négyütemű dízelmotorok elsősorban villany- s ipartelepeknek készültek.
A gyártmányok köre folyamatosan bővült. A hagyományos termékek – erőgépek, kazánok – mellett előbb a vegyipar, majd az élelmiszeripar számára is készítettek teljes berendezéseket, a gazdasági válság idején pedig nyomdaipari gépeket. A magyar cukorgyárak berendezéseit elsősorban a Láng-gépgyár szállította, de híressé váltak paradicsombesűrítő gépsorai is. Közben fokozatosan kialakult a jármű- és hajómotorgyártás évtizedessé váló hagyománya. Az országban elsőként a Láng-gyárban állítottak elő dízelmotorokat vasúti vontatás céljára. Autóbuszba, teherautóba szerelt dízelmotorok is készültek, egészen az államosításig.
A második világháború idején a gyár termelését a hadsereg igényeihez igazították, de emellett továbbra is készítettek kisebb teljesítményű gőzturbinákat és kazánokat polgári célokra.

### A 20. század második felében

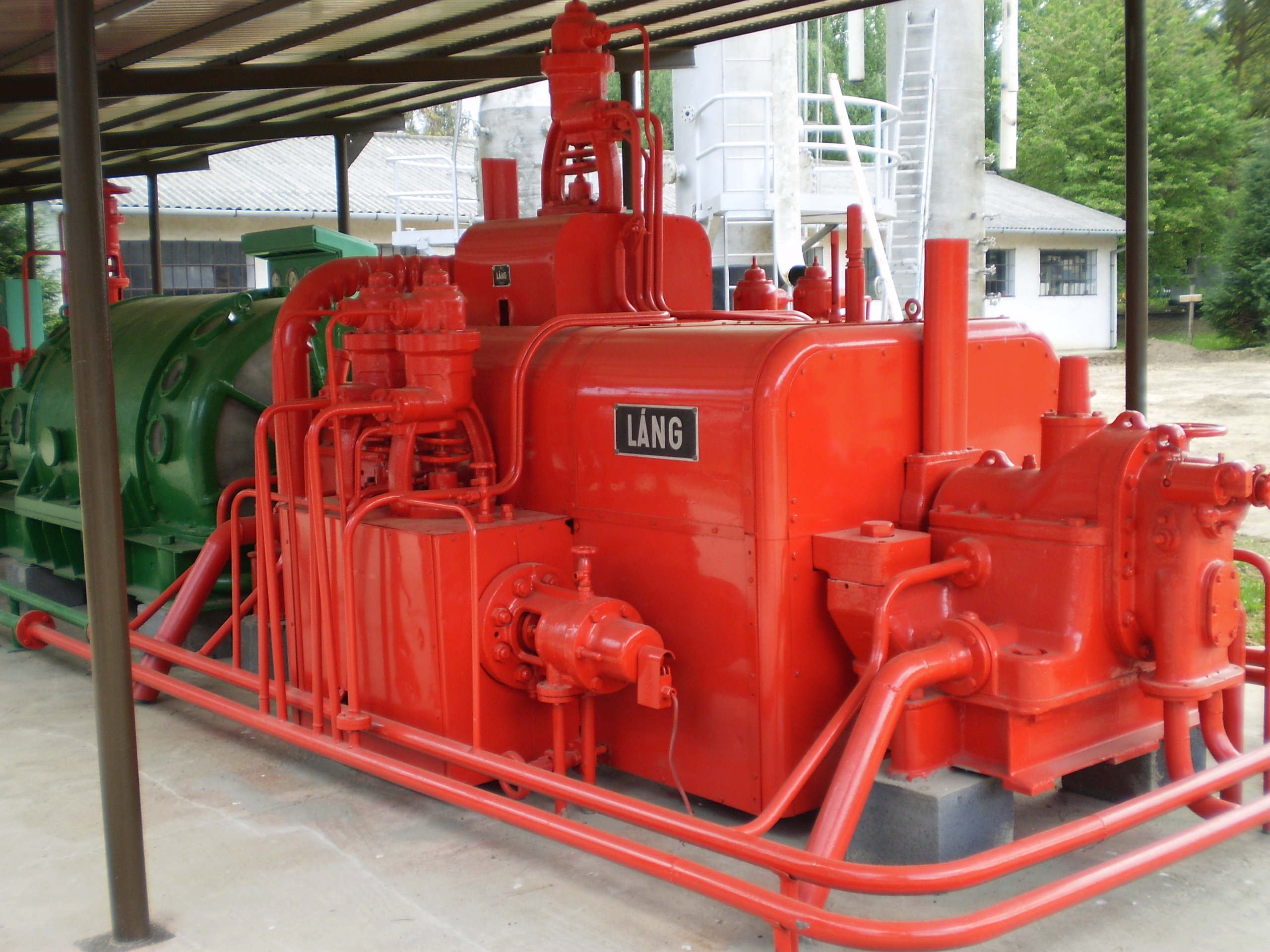
Brown-Boveri-licenc alapján gyártott gőzturbina az 1930-as évekből

A háború alatt az üzemcsarnokok és a berendezések jelentős része komoly károkat szenvedett. 1948-ban, a helyreállítás után a gyárat államosították, Láng Gusztávot nyugdíjazták. A gyár egy részét továbbra is a potenciális haditermelésnek tartották fenn: egy titkos műhelyben a MiG–15 repülőgépek gázturbinájának alkatrészei gyártására szolgáló gépsorok álltak hosszú ideig, míg a típus elavulásával le nem szerelték.[forrás?] A háború után saját tervezésű ipari gőzturbinák tömegét gyártották a KGST-n belüli szakosodás szerint, de készültek nagy kondenzációs egységek is, a legnagyobb hazai fejlesztésű egység a 100 MW-os kondenzációs turbina volt. 1966-ban, a viszonylag liberálisabb gazdaságpolitika idején a vállalat felújította együttműködését korábbi partnerével, a Brown-Boveri céggel. Fő profilja továbbra is az energetikai gépgyártás maradt, a gőzturbinák, kazánok mellett dízel hajómotorok is készültek, továbbá berendezések az új iparág, az atomenergetika számára és vegyipari berendezések, élelmiszeripari gépek: cukorgyári s konzervgyári berendezések. Főként innen kerültek ki a hazai villamos erőművek turbinái, de a vállalat termékeinek java részét külföldön értékesítették.
A gazdaságban, főleg a nehéziparban az 1970-es évek végére felgyülemlett gondok a Láng-gyár termelésében is megmutatkoztak. A korszerűtlen technológiákkal és pénzügyi nehézségekkel is terhelt vállalat privatizációja 1990-ben kezdődött. Legértékesebb termelőrészlegei előbb részben, majd teljesen külföldi kézbe kerültek, és 2000-ben a nagy múltú Láng-gyár megszűnt. Jogutódja először az ABB, majd az Alstom Hungária Zrt. (illetve ennek erőművi üzletága), amely hazai és külföldi erőművek turbináinak javításával, felújításával foglalkozott.